# Gleibat El Foula
Gleibat El Foula  (in arabo اكليبات الفولة‎?) è un centro abitato e comune rurale del Marocco situato nella provincia di Oued Ed-Dahab, regione di Dakhla-Oued Ed Dahab. Conta una popolazione di 2 190 abitanti (censimento 2014).